# Allentsteig
Allentsteig là một đô thị ở huyện Zwettl, bang Niederösterreich, Áo.
Đô thị này có diện tích 71,41 km², dân số thời điểm 31 tháng 12 năm 2006 là 2164 người.